# Charles Quint
Charles Quint (of Keizer Karel) is een Belgisch bier van hoge gisting.
Tot begin 2022 was het in het Nederlandse taalgebied bekend onder de naam Keizer Karel. Sindsdien draagt het op alle markten de uniforme naam Charles Quint. Het bier wordt gebrouwen door Brouwerij Haacht te Boortmeerbeek.

## Achtergrond
Keizer Karel was oorspronkelijk een bruin bier van 9%. Het werd voor het eerst gebrouwen in de jaren 1950 ter gelegenheid van een feest voor keizer Karel V te Beaumont. In de jaren 1970 werd het vast opgenomen in het assortiment van brouwerij Haacht. Het bier is opgedragen aan keizer Karel, naar verluidt een bierliefhebber. Het bier wordt gedronken in een uniek ontworpen glas op voet. Aanvankelijk bestond er ook een speciale pot met drie oren ter herinnering aan de legende van Keizer Karel en de Pot van Olen. Een pot met vier oren was beschikbaar voor het Waalse landsgedeelte, volgens dezelfde legende die zich afspeelt in Walcourt.

## Bieren
De oorspronkelijke bruine Keizer Karel, die een heel eigen smaak had, werd in 1999 van de markt gehaald. Momenteel zijn er 3 varianten, elk verkrijgbaar in flessen van 33 en 75cl:
- Keizer Karel Goud Blond is een blond bier met een alcoholpercentage van 8,5% en wordt best geschonken op een temperatuur van 7 °C. Het goudblond staat symbool voor de zonsopgang. Keizer Karel Goud Blond werd gelanceerd in 2006 en is erkend als Vlaams-Brabants streekproduct.[4]
- Keizer Karel Robijn Rood is een donker bier met een alcoholpercentage van 8,5% en wordt best geschonken op een temperatuur van 8 à 10 °C. Robijn Rood staat symbool voor de zonsondergang. Dit bier werd in 1999 op de markt gebracht ter vervanging van de oorspronkelijke donkere Keizer Karel.
- Ommegang Keizer Karel is een strogeel bier met een alcoholpercentage van 8% en een aroma van citrusvruchten. Het werd in 2011 voor het eerst gebrouwen en was enkel te proeven op de Ommegang van Brussel. Tijdens deze Ommegang wordt de blijde inkomst van Keizer Karel in 1549 herdacht.[5] Gezien het grote succes werd het Ommegang-bier begin 2012 als vaste referentie in het Haacht-gamma opgenomen.[6] Het bier is niet te verwarren met de bieren van Brewery Ommegang, een Amerikaanse brouwerij, eigendom van Brouwerij Duvel Moortgat.[7]

## Prijzen
- In 2003 en 2005 behaalde Keizer Karel Robijn Rood de eerste plaats (het gouden glas) op het Internationaal Streekbierenfestival te Zwevegem in de categorie "geprononceerd degustatiebier".
- In 2007 en 2008 behaalde Keizer Karel Goud Blond de eerste plaats (het gouden glas) op het Internationaal Streekbierenfestival te Zwevegem in de categorie "geprononceerd degustatiebier".
- In 2011 behaalden zowel de Keizer Karel Goud Blond als de Robijn Rood 3 sterren op de Superior Taste Awards van het International Taste & Quality Institute.[8]
- In 2012 behaalde het pas gelanceerde Ommegang-bier van Keizer Karel eveneens 3 sterren op de Superior Taste Awards. Door in 2013 en 2014 diezelfde award te krijgen, werd het in 2014 bekroond met een Crystal Taste Award.

## Externe links

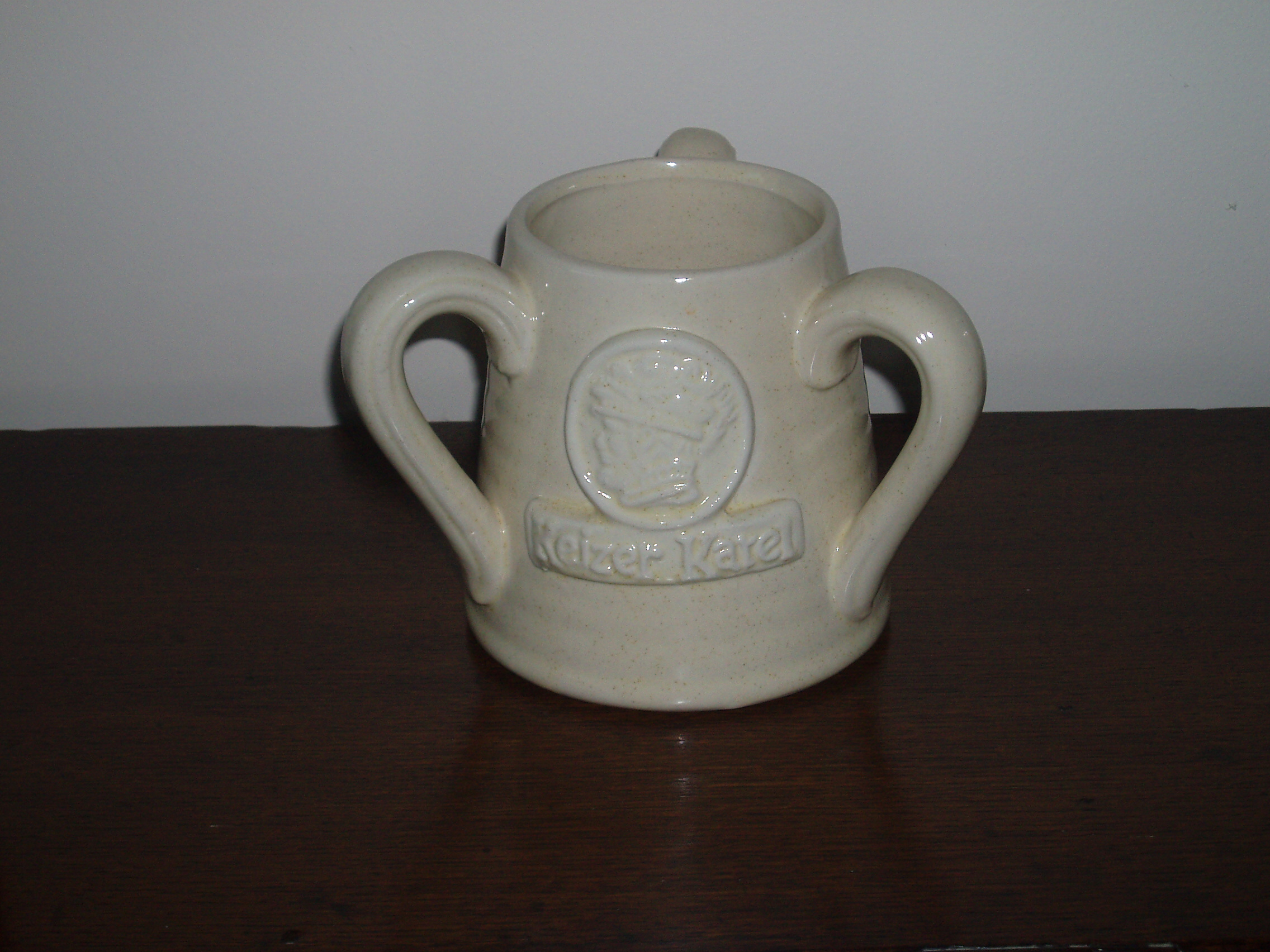
Pot van Olen, gemaakt voor het bier Keizer Karel